# Days of Rising Doom
Days of Rising Doom ist eine Metal-Oper, die von Amanda Somerville geschrieben und zusammen mit Sascha Paeth, Robert Hunecke-Rizzo und Michael Rodenberg komponiert wurde. Zur Einspielung als Album fand sich 2003 die Supergroup Aina zusammen. Es wird eine Geschichte in der Fantasywelt Aina erzählt, die musikalisch aufwändig untermalt ist. Unter anderem sind mehrere Chöre und 15 verschiedene Sprecher beziehungsweise Sänger zu hören.

## Inhalt
Im fantastischen und seit jeher friedlichen Land Aina, welches von König Taetius Ainaen regiert wird, entbricht ein Streit zwischen dem Prinzen Torek Ainaen und seinem jüngeren Bruder Talon Ainaen, da sie dieselbe Frau, Oria Allyahan begehren. Da sich Oria entscheidet, Talon zu ehelichen, flieht Torek wutentbrannt aus dem Königreich, um daraufhin im weit entfernten Land Naschtok zum Gott der Zerstörung, Sorvahr, zu werden. Bald fällt er in Aina ein, um Oria zu entführen und gefangenzuhalten. Ihre neugeborene Tochter, Oriana, bleibt allerdings im Königreich Aina zurück, wo sie von König Talon aufgezogen wird. In Naschtok gebiert Oria Sorvahr inzwischen einen Sohn, Syrius, welcher sich alsdann bei einer Reise durch das Land in seine Schwester Oriana verliebt, ohne dass beide von ihrer Verwandtschaft wissen. Syrius fällt allerdings kurz daraufhin in Aina ein und so stehen sich beide als Heerführer auf dem Schlachtfeld gegenüber und legen die Waffen nieder. Das sieht Sorvahr mit seiner göttlichen Macht aus der Ferne und tötet seinen Sohn Syrius auf der Stelle. Oriana erfährt, dass Syrius ihr leiblicher Bruder ist, schlägt die gegnerische Armee in die Flucht und befreit ihre Mutter Oria aus der Gefangenschaft in Naschtok.

## Trackliste

### Days of Rising Doom
1. Aina Overture (R. Hunecke-Rizzo) 2:01
2. Revelations (R. Hunecke-Rizzo/A. Somerville) 5:29
3. Silver Maiden (M. Rodenberg/A. Somerville) 5:00
4. Flight of Torek (R. Hunecke-Rizzo/A. Somerville) 5:21
5. Naschtok is Born (R. Hunecke-Rizzo/A. Somerville) 4:40
6. The Beast Within (S. Paeth/A. Somerville) 3:16
7. The Siege of Aina (R. Hunecke-Rizzo/A. Somerville) 6:50
8. Talon's Last Hope (R. Hunecke-Rizzo/A. Somerville) 6:11
9. Rape of Oria (R. Hunecke-Rizzo/A. Somerville) 3:04
10. Son of Sorvahr (R. Hunecke-Rizzo/A. Somerville) 2:59
11. Serendipity (R. Hunecke-Rizzo/A. Somerville) 4:04
12. Lalae Amêr (R. Hunecke-Rizzo/A. Somerville) 4:13
13. Rebellion (R. Hunecke-Rizzo/A. Somerville) 4:01
14. Oriana's Wrath (R. Hunecke-Rizzo/A. Somerville) 6:12
15. Restoration (R. Hunecke-Rizzo/A. Somerville) 4:55

### The Story of Aina (Bonus-CD)
1. The Story of Aina (instrumental) (M. Rodenberg) 15:08
2. The Beast Within (S. Paeth/A. Somerville) 3:44
3. Ve Toúra Sol (Rape of Oria) (R. Hunecke-Rizzo/A. Somerville) 3:05
4. Flight of Torek (R. Hunecke-Rizzo/A. Somerville) 3:34
5. Silver Maiden (M. Rodenberg/A. Somerville) 4:59
6. Talon's Last Hope (R. Hunecke-Rizzo/A. Somerville) 5:46
7. The Siege of Aina (R. Hunecke-Rizzo/A. Somerville) 3:54
8. The Story of Aina (M. Rodenberg/A. Somerville) 15:09

### Beyond the Borders (Bonus-DVD)
1. The Beast Within: Computeranimiertes Video zum gleichnamigen Stück
2. The Making of Aina
3. The Story of Aina
4. Slide Show
5. Artwork
6. Audio Settings
7. Credits